# Navaleno
Navaleno è un comune spagnolo di 776 abitanti situato nella comunità autonoma di Castiglia e León.